# Белиця (община Македонський Брод)
Белиця (мак. Белица) — село у Північній Македонії, входить до складу общини Македонський Брод Південно-Західного регіону.
Населення — 106 осіб (перепис 2002), за етнічним складом — усі македонці.

## Церкви
- Св. Пантелеймона
- Св. Миколая (Св. Іллі)
- Вознесіння Христового
- Святої Трійці
- Св. Талалея